# Tituly a vyznamenání velkovévody Jindřicha I. Lucemburského

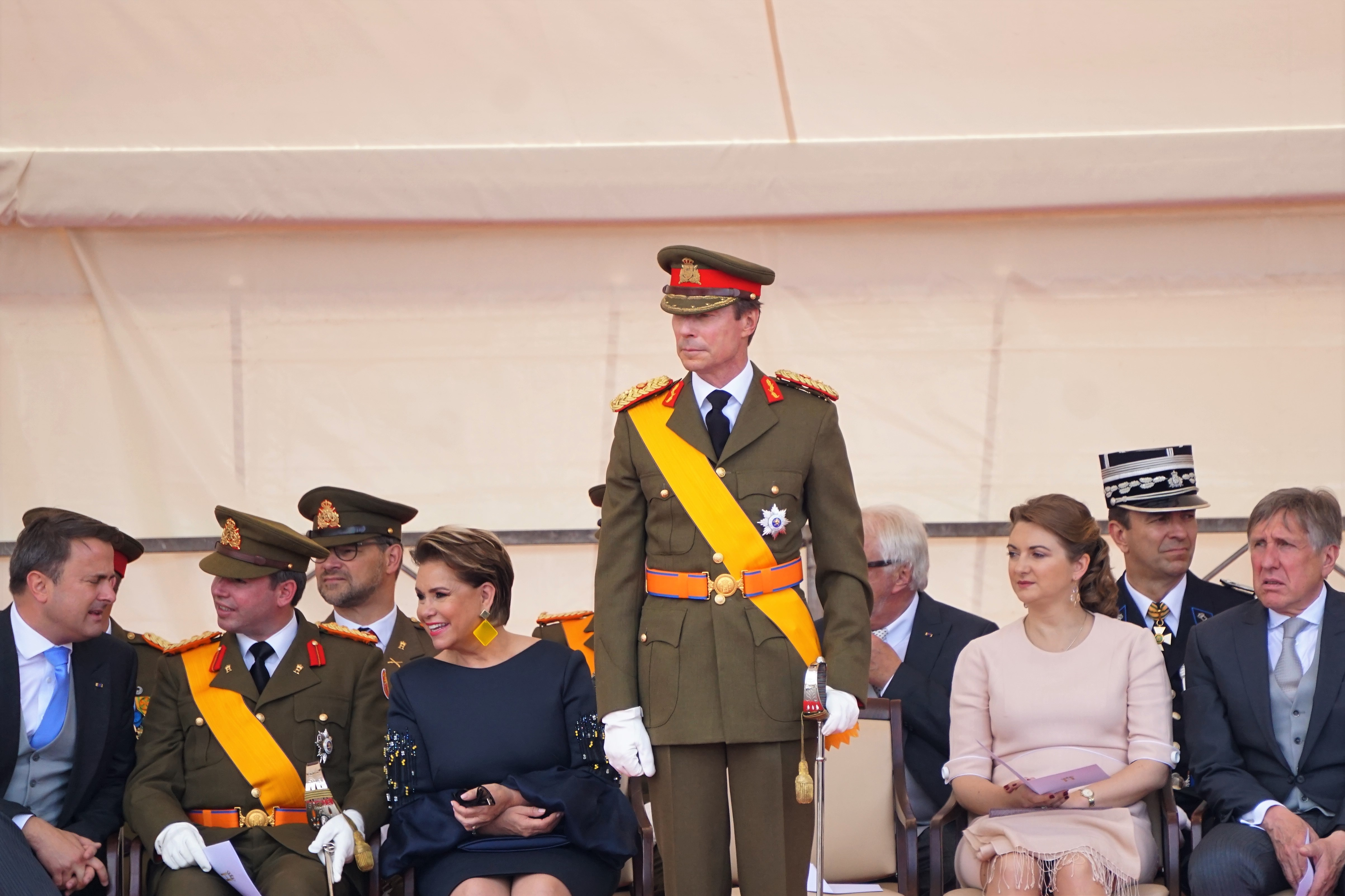
Velkovévoda Jindřich I. Lucemburský ve vojenské uniformě a s šerpou Nassavského domácího řádu zlatého lva

Jindřich I. Lucemburský během svého života obdržel řadu lucemburských i zahraničních vyznamenání a titulů. Od 7. října 2000 je také velmistrem lucemburských řádů.

## Tituly
- 16. dubna 1955 – 12. listopadu 1964: Jeho královská Výsost princ Jindřich Lucemburský, princ nasavský, princ bourbonsko-parmský
- 12. listopadu 1964 – 28. července 1987: Jeho královská Výsost dědičný velkovévoda lucemburský, princ nasavský, princ bourbonsko-parmský
- 28. července 1987 – 7. října 2000: Jeho královská Výsost dědičný velkovévoda lucemburský, princ nasavský
- 7. října 2000 – dosud: Jeho královské Veličenstvo velkovévoda lucemburský, vévoda nasavský

Jeho plný titul je: velkovévoda lucemburský, vévoda nasavský, princ bourbonsko-parmský, hrabě ze Syanu, Königsteinu, Katzenelnbogenu a Diezu, purkrabí z Hammersteinu, svobodný pán z Mahlbergu, Wiesbadenu, Idsteinu, Merenbergu, limburský a eppsteinský

## Vyznamenání

Erb Jindřicha I. Lucemburského jakožto rytíře Řádu Serafínů

### Lucemburská vyznamenání

#### Velmistr řádů
- spolu-velmistr Nassavského domácího řádu zlatého lva
- velmistr vojenského a civilního Řádu Adolfa Nasavského
- velmistr Řádu dubové koruny
- velmistr Záslužného řádu Lucemburského velkovévodství

#### Osobní vyznamenání

Královský monogram Jindřicha I. Lucemburského

- rytíř Nassavského domácího řádu zlatého lva
- velkokříž vojenského a civilního Řádu Adolfa Nasavského
- velkokříž Řádu dubové koruny

### Zahraniční vyznamenání
- Belgie
  -  velkokříž Řádu Leopolda – 1994[1][2]
- Brazílie
  -  velkokříž Řádu Jižního kříže
  -  velkokříž s řetězem Řádu Jižního kříže – 3. prosince 2007 – udělil prezident Luiz Inácio Lula da Silva[3]
- Dánsko
  -  rytíř Řádu slona – 20. října 2003[4][5]
- Estonsko
  -  Řád kříže země Panny Marie I. třídy s řetězem – 22. dubna 2003[6]
- Finsko
  -  velkokříž s řetězem Řádu bílé růže – 24. listopadu 2008 – udělila prezidentka Tarja Halonenová[7][8]
- Francie
  -  velkokříž Řádu čestné legie – 6. března 2015
- Itálie
  -  velkokří s řetězem Řádu Zásluh o Italskou republiku – 14. března 2003[9]
- Japonsko
  -  velkokříž s řetězem Řádu chryzantémy – 27. listopadu 2017[10]
- Kapverdy
  -  Řád Amílcara Cabrala I. třídy – 12. března 2015[11]
- Lotyšsko
  -  velkokříž s řetězem Řádu tří hvězd – 5. prosince 2006
- Mali
  -  velkokříž Národního řádu Mali – 9. listopadu 2005[12]
- Německo
  -  velkokříž speciální třídy Záslužného řádu Spolkové republiky Německo – 23. dubna 2012
- Nizozemsko
  -  rytíř velkokříže Řádu nizozemského lva – 24. dubna 2006
  -  velkokříž Řádu koruny
- Norsko
  -  velkokříž s řetězem Řádu svatého Olafa – 18. dubna 1996
- Polsko
  -  rytíř Řádu bílé orlice – 30. dubna 2014[13]
- Portugalsko
  -  velkokříž s řetězem Řádu prince Jindřicha – 6. května 2005[14][15]
  -  velkokříž s řetězem Řádu svatého Jakuba od meče – 7. září 2010[15][16]
  -  velkokříž s řetězem Řádu svobody – 23. května 2017[15][17]
- Rakousko
  -  velkohvězda Čestného odznaku Za zásluhy o Rakouskou republiku – 15. dubna 2013
- Rumunsko
  -  velkokříž s řetězem Řádu rumunské hvězdy – 2004[18]
- Řecko
  -  velkokříž Řádu Spasitele – 12. července 2001
- Senegal
  -  velkokříž Národního řádu lva – 21. ledna 2018
- Slovensko
  -  velkokříž Řádu bílého dvojkříže – 2002[19]
- Spojené království
  -  čestný rytíř velkokříže Královského Viktoriina řádu – 8. listopadu 1976[20]
- Španělsko
  -  velkokříž Řádu Karla III. – 8. července 1980[21]
  -  velkokříž s řetězem Řádu Karla III. – 11. května 2001 – udělil král Juan Carlos I.[22]
  -  rytíř Řádu zlatého rouna – 13. dubna 2007[23]
- Švédsko
  -  rytíř Řádu Serafínů – 12. září 1983
  -  Medaile k 50. narozeninám krále Karla XVI. Gustava – 30. dubna 1996
- Turecko
  -  Řád Turecké republiky – 19. listopadu 2013
- Vatikán
  -  rytíř velkokříže s řetězem Řádu Pia IX.[24]

### Dynastická vyznamenání
- Savojští
  -  Řád zvěstování
  -  velkokříž Řádu svatého Mauricia a svatého Lazara